# Fábio Mahseredjian
Fábio Mahseredjian (São Paulo, 6 de dezembro de 1966) é um preparador físico brasileiro. Atualmente, é preparador físico do Santos Futebol Clube.

## Biografia
Na vida acadêmica, formou-se em Educação Física na Faculdade de Educação Física de Santo André em 1987. Além disso, é mestre em Fisiologia, em 1998, pela UNIFESP (Escola Paulista de Medicina) e doutor em Fisiologia em 2003. Pós-graduado em Fisiologia do Exercício, Mahseredjian tem diversos trabalhos publicados sobre a preparação física e participou de congressos no Exterior.
De origem armênia, Mahseredjian iniciou a carreira no São Paulo e teve passagens pelo Bragantino, Santos, Vasco da Gama, Flamengo, Palmeiras, Fluminense, Internacional e Corinthians.
Esteve presente na conquista dos dois Mundiais de Clubes da FIFA do Corinthians, sendo responsável pela preparação física os respectivos elencos.
Foi o comandante da parte física da Seleção Brasileira Copa do Mundo de 2010, na África do Sul, e teve o Corinthians como seu penúltimo clube, onde conquistou a Libertadores e o Mundial de 2012.
Em 19 de dezembro de 2013 acertou sua transferência para trabalhar como preparador físico do Grêmio até o fim da temporada 2014.
Em 23 de julho de 2014, Mahseredjian foi anunciado pelo técnico Dunga como novo preparador-físico da Seleção Brasileira de Futebol.
Em 9 de outubro de 2023, juntou-se a comissão técnica de Tite como preparador físico do Flamengo.